# Visselhövede
Visselhövede település Németországban, azon belül Alsó-Szászország tartományban. Lakosainak száma 9747 fő (2023. december 31.). Visselhövede Soltau és Walsrode községekkel határos.

## Népesség
A település népességének változása:
| Lakosok száma | 10 023 | 9700 | 9747 | 9629 | 9589 | 9792 | 9747 |
|               | 2012   | 2016 | 2017 | 2019 | 2021 | 2022 | 2023 |